# ناوشکن کلاس تاکانامی
دیسترویر کلاس تاکانامی (به انگلیسی: Takanami-class destroyer) یک کلاس از کشتی است که طول آن ۱۵۱ متر (۴۹۵ فوت) و ارتفاع آن ۱۰٫۹ متر (۳۵ فوت ۹ اینچ) می‌باشد.